# Коссомбрато
Коссомбрато (італ. Cossombrato, п'єм. Cossombrà) — муніципалітет в Італії, у регіоні П'ємонт,  провінція Асті.
Коссомбрато розташоване на відстані близько 500 км на північний захід від Рима, 36 км на схід від Турина, 12 км на північний захід від Асті.
Населення — 522 особи (2014).
Щорічний фестиваль відбувається 27 грудня. Покровитель — святий Степан.

## Демографія
Населення за роками:

Станом на 1 січня 2023 року в муніципалітеті офіційно проживало 55 іноземців з 14 країн, серед них 39 громадян країн Євросоюзу.

## Сусідні муніципалітети
- Асті
- Кастелл'Альферо
- Кьюзано-д'Асті
- Корсьоне
- Монтек'яро-д'Асті
- Вілла-Сан-Секондо